# Otto Ruge
Otto Ruge född 9 januari 1882 i Kristiania (Oslo), död 1961 var en norsk militär (generallöjtnant). 
Överste Otto Ruge utnämndes till chef för den norska generalstaben 1933, han utnämndes 1938 till generalinspektör för infanteriet. Efter att general Laake avsattes av regeringen blev Ruge utnämnd till general 10 april 1940 och blev Norges första försvarschef 18 maj 1940. 
Som ledare för det norska försvaret mot tyskarna gav han direktiv om motstånd där det var möjligt och att improviserade motståndsgrupper skulle hindra tyskarnas framryckning. Hans strategi misslyckades eftersom många förband och grupper kapitulerade, samtidigt som hjälpen från de allierade var för svag. Efter att Norge kapitulerade 10 juni 1940 sändes han till ett krigsfångläger i Tyskland eftersom han vägrade att ge sitt ord på att inte tillgripa vapen mot tyskarna igen.
Efter andra världskriget återkom han som generallöjtnant och försvarschef 15 juli 1945, men han begärde avsked från försvaret redan 1 januari 1946, på grund av oenighet och samarbetsproblem med försvarsminister Jens Christian Hauge. Ruge ville upprusta försvaret med mer personal för att det skulle bli starkt, medan Hauge menade att försvaret bäst stärktes genom att man förbättrade förbandens utrustning och vapen. 